# Valle Castiglione
Valle Castiglione è una frazione di Roma Capitale, situata in zona Z. XI San Vittorino, nel territorio del Municipio Roma VI (ex Municipio Roma VIII).
Sorge sul lato est della via Polense, tra le frazioni di Osa a sud e Fosso San Giuliano a nord.
Prende il nome dalla valle formatasi dal prosciugamento, avvenuto alla fine del XIX secolo, del lago di origine vulcanica di Castiglione. Anticamente il lago era chiamato lacus Buranus o lacus Sanctae Praxedis.

## Odonimia
Le strade sono dedicate a comuni della regione Marche, ad eccezione di via Valle di Castiglione e via Casteldelci (comune passato alla regione Emilia-Romagna il 15 agosto 2009).